# Comando Conjunto Antártico

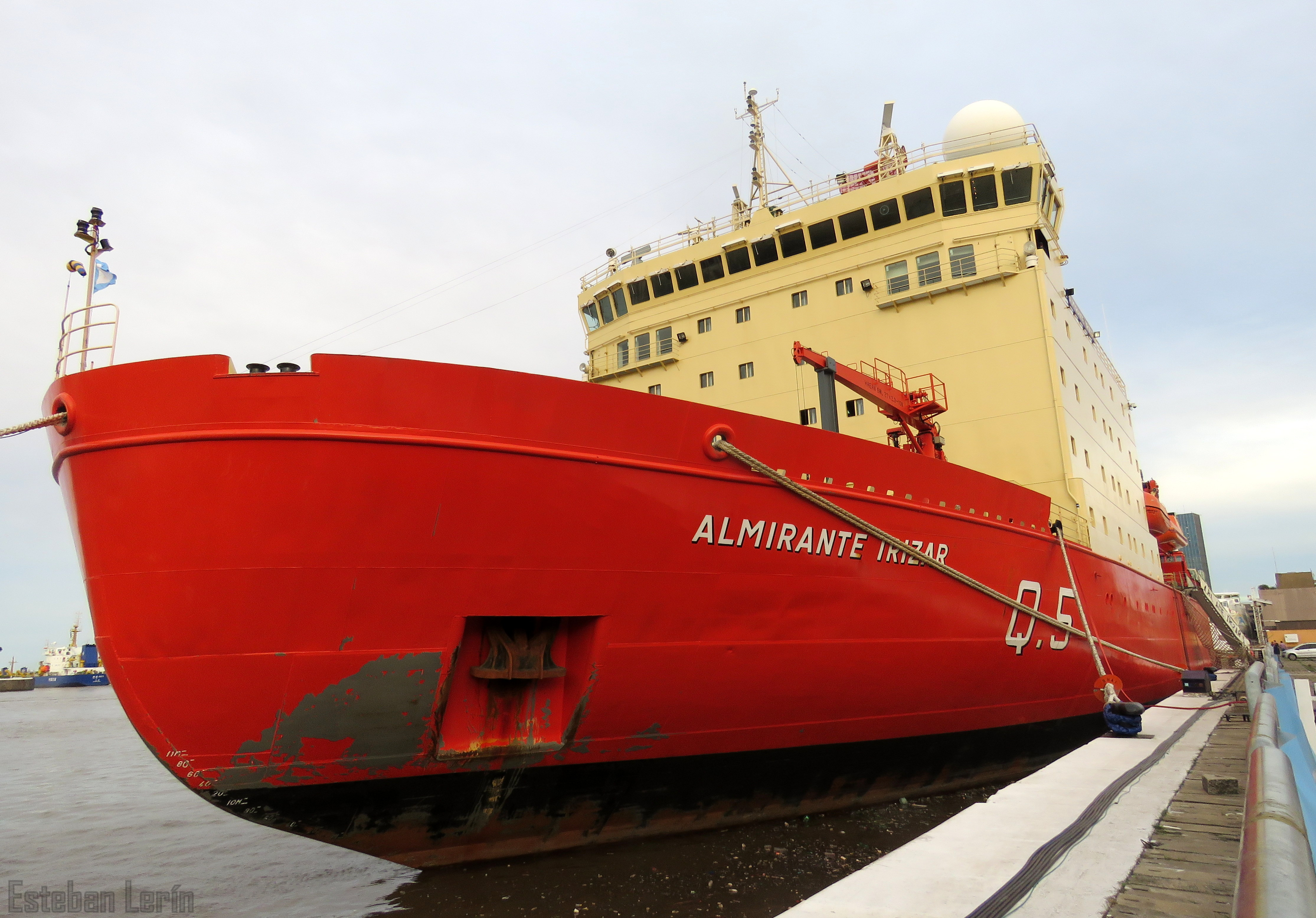
Rompehielos ARA Almirante Irízar.

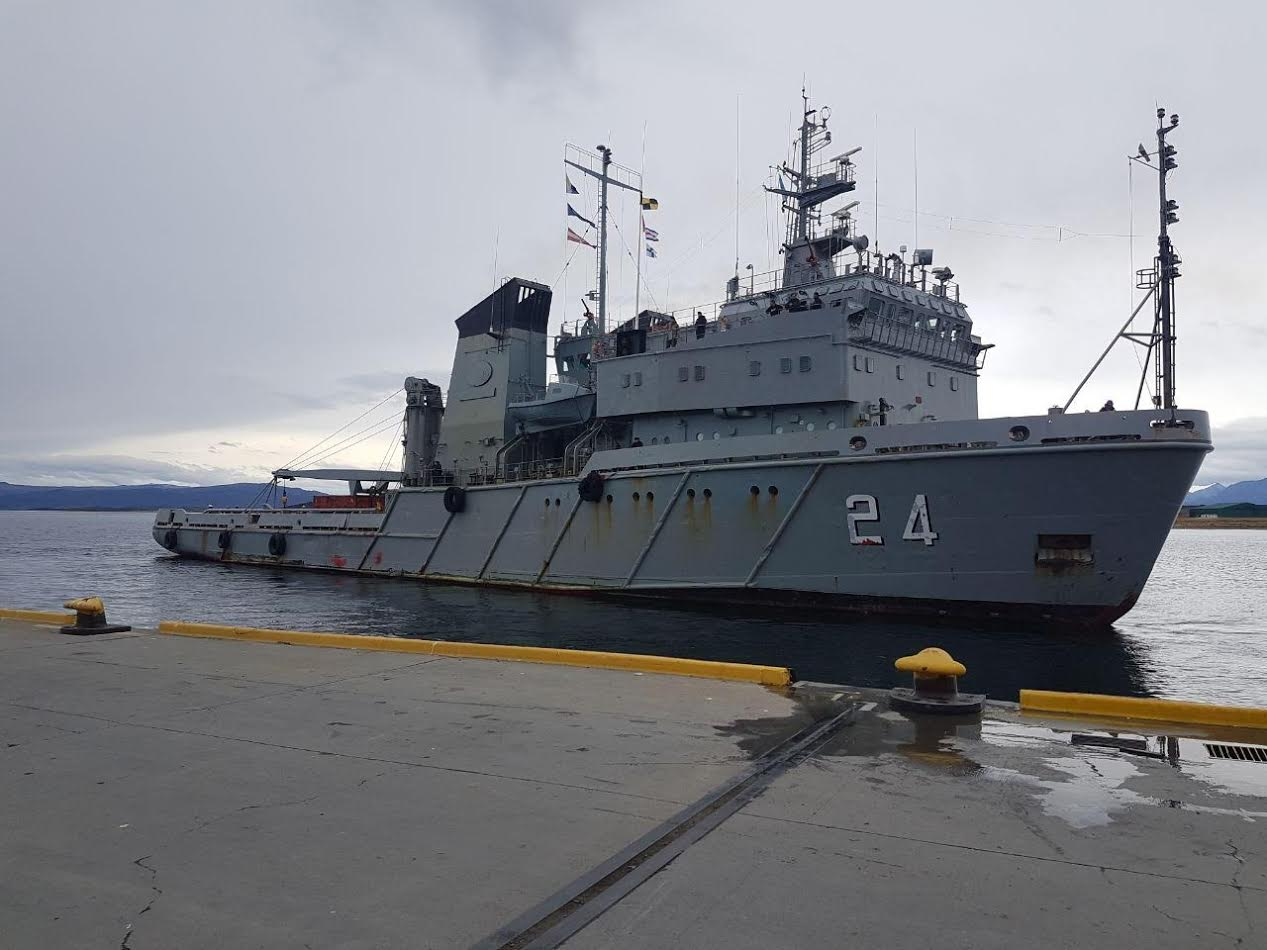
ARA Islas Malvinas (A-24).

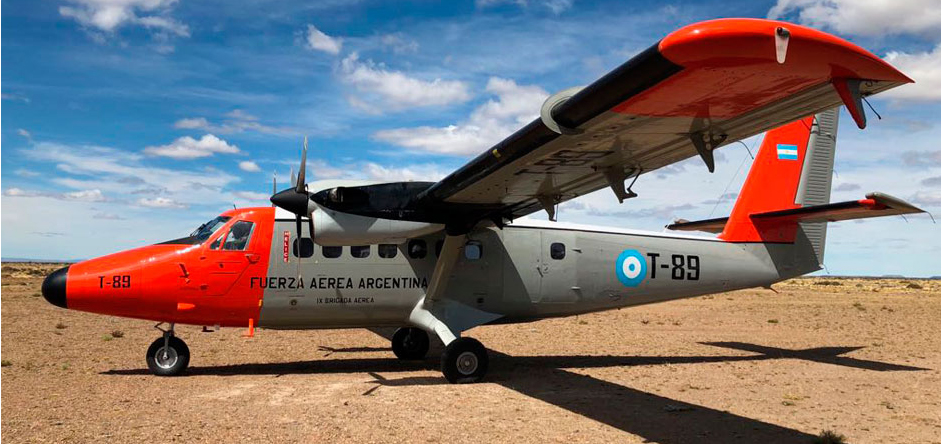
DHC-6 Twin Otter de la Fuerza Aérea Argentina.

El Comando Conjunto Antártico (COCOANTAR) es un comando conjunto bajo la órbita del Estado Mayor Conjunto de las Fuerzas Armadas a través del Comando de Operaciones Conjuntas. Su misión es la de conducir las operaciones argentinas en forma permanente y continua en la Antártida y zona de interés, para asegurar el despliegue, sostén logístico y desarrollo de la actividad científica, a fin de contribuir al cumplimiento del Plan Anual Antártico, Científico, Técnico y de Servicios.
Fue creado el 29 de diciembre de 1969 y está integrado por efectivos y medios de las tres Fuerzas Armadas, cuyos componentes son: la Dirección Antártica del Ejército Argentino, el Comando Naval Antártico de la Armada Argentina y la Dirección de Asuntos Antárticos de la Fuerza Aérea Argentina.

## Creación
Con el nombre de «Comando Conjunto de la Campaña Antártica» y la sigla COCOANTAR fue creado por decreto n.º 8460/1969 de 29 de diciembre de 1969 (publicado el 9 de abril de 1970) del presidente de facto Juan Carlos Onganía. Se constituía cada año a partir del 1 de junio, disolviéndose el 15 de abril del año subsiguiente. Su misión era la de ejercer la conducción superior de los componentes asignados por las Fuerzas Armadas para cada campaña antártica. Dependía organicamente de la Junta de Comandantes en Jefe por delegación del Poder Ejecutivo nacional. Se integraba por el comandante conjunto, el segundo comandante y jefe de Estado Mayor, el jefe de operaciones (los 3 de fuerzas diferentes) y el jefe de logística (de la misma fuerza que el comandante conjunto), todos oficiales en actividad, siendo los dos primeros oficiales superiores. Lo integraba también un asesor científico y técnico de la Dirección Nacional del Antártico. El comandante conjunto era designado teniendo en cuenta la fuerza que llevaría el mayor peso en las operaciones.
La Junta de Comandantes en Jefe conducía anualmente las actividades a cumplir durante la campaña antártica, asignaba los componentes de cada fuerza y designaba al personal militar del COCOANTAR, mientras que el director nacional del Antártico designaba al asesor científico y técnico. Los gastos de operación eran cubiertos por los presupuestos de cada fuerza armada. Cada componente -terrestre, naval y aéreo- dependía organicamente del comando en jefe de su fuerza respectiva (vinculación permanente), pero era simultáneamente asignado al COCOANTAR durante la campaña antártica (vinculación temporaria), para ejercer el control operacional de los mismos. Los comandantes de cada componente ejercían el comando táctico y el comando orgánico sobre los medios asignados.
El decreto fue complementado por la ley de facto n.º 18 513 —sancionada y promulgada el 31 de diciembre de 1969— que fijó la orientación superior para la actividad antártica argentina y estableció las bases jurídicas, orgánicas y funcionales para el planeamiento, programación, dirección, ejecución, coordinación y control de dicha actividad. Esta ley creó bajo dependencia del Ministerio de Defensa a la Dirección Nacional del Antártico (DNA) en reemplazo de la Comisión Nacional del Antártico y adjudicó al Gobierno nacional integralmente la responsabilidad sobre los intereses argentinos en la Antártida, sosteniendo, regulando y controlando la actividad de todos los organismos oficiales y privados que intervengan en esa región. La DNA pasó a tener a su cargo el planeamiento, programación, dirección, coordinación y control de la actividad antártica argentina, elaborando el proyecto del Plan Anual Antártico, que debía conducir el COCOANTAR.
El COCOANTAR fue puesto en vigencia el 1 de junio de 1970 y con lo establecido por el decreto n.º 8460/1969 funcionó hasta el 15 de abril de 1989, correspondiendo a 18 campañas antárticas (CAV 1970-1971 a CAV 1986-1989).

## Modificaciones
Teniendo en cuenta la desaparición de la Junta Militar de Gobierno luego de la restauración democrática de 10 de diciembre de 1983, la dependencia orgánica del COCOANTAR pasó por delegación del Poder Ejecutivo Nacional al ministro de Defensa a través del director nacional del Antártico. El ministro de Defensa pasó a establecer anualmente las actividades a cumplir durante la campaña antártica, asignar los componentes y a designar a los oficiales del COCOANTAR. El decreto n.º 916/1987 de 16 de junio de 1987 del presidente Raúl Alfonsín —publicado el 7 de enero de 1988— fue un intento no ejecutado de disolver el COCOANTAR y reemplazarlo por el «Comité Ejecutivo de Logística Antártica» (CELA), bajo dependencia orgánica y funcional del director nacional del Antártico. El CELA iba a estar integrado por un representante de la DNA y por un oficial superior de cada fuerza armada y la campaña antártica sería extendida hasta el 1 de mayo.
El CELA fue derogado por decreto n.º 1295/1987 de 11 de agosto de 1987 del presidente Raúl Alfonsín (publicado el 8 de febrero de 1988), que restableció el COCOANTAR. El decreto mantuvo la integración del comando conjunto, excepto en que el asesor científico y técnico debía ser designado por el director del Instituto Antártico Argentino. Los gastos de la campaña pasaron a ser cubiertos por el presupuesto de la Dirección Nacional del Antártico.

## Comando permanente
El decreto n.º 1037/1989 de 5 de julio de 1989 —publicado el 12 de julio de 1989— del presidente Raúl Alfonsín dio carácter permanente al COCOANTAR con el nombre de «Comando Conjunto Antártico» y con vigencia dentro del mes de su publicación. La dependencia orgánica del COCOANTAR siguió bajo el ministro de Defensa, pero a través del Estado Mayor Conjunto de las Fuerzas Armadas, al que se le asignó fijar las funciones y responsabilidades, a excepción de las correspondientes al jefe científico y técnico (exasesor, dependiente del Instituto Antártico Argentino). Ambas instituciones pasaron a ejecutar los gastos respectivos en sus presupuestos.

## Dependencia orgánica y operacional del Estado Mayor Conjunto
El decreto n.º 368/2018 de 25 de abril de 2018 (publicado al día siguiente) del presidente Mauricio Macri puso al COCOANTAR bajo dependencia orgánica y operacional permanente del Estado Mayor Conjunto de las Fuerzas Armadas a través del Comando Operacional de las Fuerzas Armadas. La integración del COCOANTAR fue aumentada, quedando integrado por: el comandante conjunto (rotativo entre las tres fuerzas), el segundo comandante y jefe de Estado Mayor (ambos oficiales superiores en actividad), un Estado Mayor conformado por los jefes de Personal, Operaciones, Logística, Finanzas, Relaciones Institucionales/Prensa (todos oficiales en actividad), los componentes terrestre, naval y aéreo y el jefe científico y técnico de la DNA como enlace con dicho organismo. El comandante conjunto debe ser designado por el ministro de Defensa y los oficiales jefes del COCOANTAR por el jefe del Estado Mayor Conjunto de las Fuerzas Armadas. Los componentes de cada fuerza pasaron a tener una relación orgánica con el COCOANTAR.
El decreto estableció que las bases antárticas permanentes, transitorias, los refugios y toda otra instalación tendrán carácter conjunto entre las distintas fuerzas armadas y la DNA, a fin de optimizar los recursos, y dependerán orgánicamente del COCOANTAR. Los medios navales y aéreos asignados a cada campaña estarán en una relación de comando control operacional con el COCOANTAR. El primer comandante conjunto designado de acuerdo a este decreto es el general de división Justo Treviranus.

## Despliegue
En la campaña de verano 2018-2019 se prevé utilizar como medios navales el rompehielos ARA Almirante Irízar (Q-5) y los avisos ARA Bahía Agradable (A-23) y ARA Islas Malvinas (A-24) —tendrán 100 días de navegación cada uno—.
Los medios aéreos serían el Escuadrón I C-130 con aviones de carga C-130 Hercules —se prevé 600 horas de vuelo todo el año— con vuelos desde las bases aéreas El Palomar y Río Gallegos y el aeropuerto de Ushuaia hacia la Base Marambio y la Base Frei de Chile. También 2 helicópteros Bell 412 desplegados a la Base Marambio —300 horas de vuelo— y un avión Twin Otter de la misma base —200 horas de vuelo durante la campaña—. 
El personal desplegado alcanzará el millar, de los cuales unos 200 invernarán en la Antártida, y se transportarán 300 toneladas de carga y 2550 tambores con combustibles y lubricantes.
Las bases utilizadas durante la campaña serán las permanentes Carlini, Marambio, Esperanza, Orcadas, San Martín y Belgrano II, las bases de verano Brown, Petrel, Primavera, Decepción, Matienzo, Cámara y Melchior, la casa de botes Vallverdú de Marambio, los refugios Gurruchaga y Ballvé, y los campamentos en las islas Seymour/Marambio, James Ross, Cerro Nevado y Vega.